# Ешекеев, Мадениет Сейтжанович
Мадениет Сейтжанович Ешекеев (каз. Мәдениет Сейітжанұлы Ешекеев; 16 июня 1936, с. Бородулиха, Восточно-Казакская область, Казахская АССР, СССР — 2 августа 1997, Семипалатинск, Казахстан) — советский и казахстанский певец. Народный артист Казахской ССР (1987).

## Биография
В 1957—1964 годах работал в Семипалатинском областном концертно-эстрадном бюро; в 1965—1975 годах — солист Казахконцерта; с 1975 года солист Семипалатинской областной филармонии. Исполнитель казахских народных песен, произведений народных композиторов Биржана Кожагулулы, Ахана сере Корамсина, Абая Кунанбаева, Жаяу Муссы Байжанова, Балуан Шолака и др. Ученик Ж. Елебекова. Многие песни в его исполнении — в Золотом фонде Казахского радио.

## Награды
- 1981 — Заслуженный артист Казахской ССР.
- 1987 — Народный артист Казахской ССР[2].

## Комментарии
1. ↑  По другим данным — в селе Курмангожа Жанасемейского района[1].